# Veneno

El cráneo y las tibias cruzadas es el pictograma universal para reconocer venenos.

Un veneno, ponzoña o tósigo es cualquier sustancia química dañina, ya sea sólida, líquida o gaseosa, que puede producir una enfermedad, lesión, o que altera las funciones del sistema digestivo y reproductor cuando entra en contacto con un ser vivo, incluso provocando la muerte. En los campos de la medicina (en particular la veterinaria), y la zoología, el veneno es una secreción que contiene una o más toxinas distinguiendo así el veneno de una toxina y de un veneno animal. Las toxinas son venenos producidos por organismos en la naturaleza, y los venenos son toxinas inyectadas por una mordedura o picadura (esto es exclusivo de los animales). La diferencia entre el veneno animal y otras ponzoñas es el método de administración. Los compuestos industriales venenosos tienen hojas de datos de seguridad de materiales asociadas y están clasificados como sustancias peligrosas que están sujetas a una amplia reglamentación sobre la producción, la adquisición y el uso en ámbitos superpuestos de la seguridad y la salud en el trabajo, la salud pública, las normas de calidad del agua potable, la contaminación del aire y la protección del medio ambiente.
Debido a la mecánica de la difusión molecular, muchos compuestos ponzoñosos se difunden rápidamente en los tejidos biológicos, el aire, el agua o el suelo a escala molecular. Por el principio de entropía, la contaminación química suele ser costosa o inviable de revertir, a menos que se disponga de agentes quelantes específicos o de procesos de microfiltración.
Un veneno que entra en la cadena alimentaria (ya sea de origen industrial, agrícola o natural) puede no ser inmediatamente tóxico para el primer organismo que ingiere la toxina, pero puede concentrarse más en organismos depredadores situados más arriba en la cadena alimentaria, en particular carnívoros y omnívoros, especialmente en lo que respecta a los venenos liposolubles que tienden a almacenarse en el tejido biológico en lugar de ser excretados en la orina u otros efluentes de base acuosa. Aparte de los alimentos, muchos tósigos entran fácilmente en el cuerpo a través de la piel y los pulmones. Los irritantes de contacto de origen vegetal, como el que posee la hiedra o el roble venenosos, suelen clasificarse como alérgenos en lugar de venenos; el efecto de un alérgeno no es un veneno como tal, sino que hace que las defensas naturales del cuerpo se vuelvan contra sí mismas. 
Los venenos dispersos ampliamente en el medio ambiente se conocen como contaminación. A menudo son de origen humano, pero la contaminación también puede incluir procesos biológicos no deseados, como la marea roja tóxica, o cambios agudos en el entorno químico natural atribuidos a las especies invasoras, que son tóxicos o perjudiciales para la ecología anterior.
Las disciplinas científicas de la ecología y la ordenación de los recursos ambientales estudian el ciclo de vida ambiental de los compuestos tóxicos y sus efectos complejos, difusos y altamente interrelacionados.

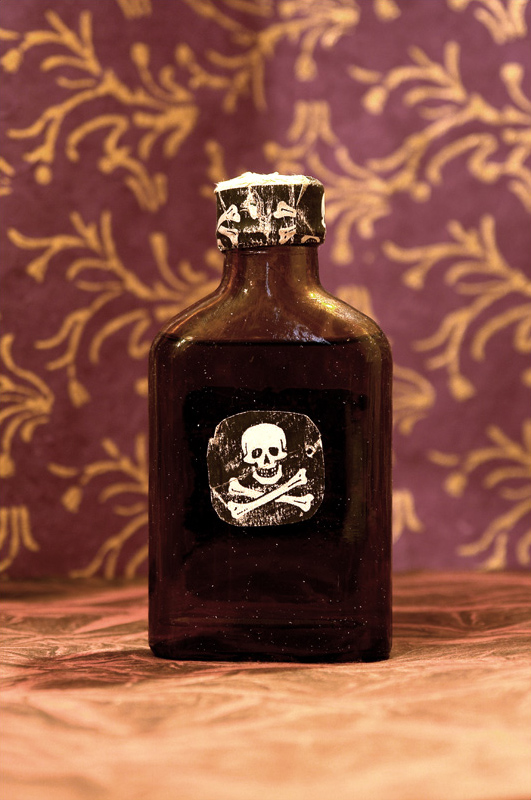
Botella de veneno

## Etimología
Se registra en el latín venēnum, del cual se desprenden también el francés antiguo venim, el italiano veleno e incluso una primera versión en español como venino, al respecto de pociones que atraen, impresionan, sanan o matan, contemplándose como afrodisíacas, mágicas, medicinales o tóxicas, por ejemplo una receta capaz de atraer el amor de una persona, una selección de hierbas que ayuden para tratar un resfrío o una sustancia extraída de un animal y colocada sobre una espada para contaminar al enemigo, sobre la raíz del indoeuropeo *wen-, por desear o ansiar. Explora el interés de los romanos por la diosa Venus (equivalente a Afrodita en la cultura griega).
Las sustancias que estimulan la función sexual masculina fueron descubiertas en los últimos años del siglo XX, pero la humanidad sueña desde muy antiguo con estimulantes del deseo sexual, drogas que son llamadas afrodisíacos (v. afrodisíaco*) por asociación con la diosa griega del amor, Afrodita. El nombre de esta deidad entre los romanos era Venus, por lo que las pociones mágicas para hacerse amar o para despertar en uno mismo o en los demás el deseo sexual se llamaron venenum. Con el paso de los siglos, venenum se extendió a todas las drogas, pociones y medicamentos, pero también a las drogas capaces de causar la muerte de quien las ingiriera. Esa es la razón por la que autores como Virgilio optaron por adjuntar a la palabra los calificativos bonum y malum (bueno y malo), para distinguir medicamentos y tóxicos. Al español llegó con el significado de ‘sustancia que causa enfermedades o trastorna procesos vitales al contactar con el organismo’. Hasta el siglo XVI era mucho más frecuente venino que veneno. 
La RAE nos define veneno como una sustancia que, introducida en un ser vivo, es capaz de producir graves alteraciones funcionales e incluso la muerte, mientras que para la toxicología, un veneno es más bien una sustancia química tóxica que sale de un animal. En lengua inglesa, podemos observar que se realiza una distinción entre “poison” (definición de veneno de la RAE) y “venom” (definición de la toxicología que hace referencia a una sustancia tóxica química segregada por un animal).

## Terminología
El vocablo «veneno» se utiliza a menudo coloquialmente para describir cualquier sustancia nociva, en particular las sustancias corrosivas, carcinógenas, mutágenas, teratógenas y contaminantes nocivos, y para exagerar los peligros de los productos químicos. Paracelso (1493-1541), el padre de la toxicología, escribió una vez: «Todo es veneno, hay veneno en todo. Sólo la dosis hace que una cosa no sea veneno». El término «veneno» también se utiliza en sentido figurado: «La presencia de su hermano envenenó la atmósfera de la fiesta». La ley define «veneno» de manera más estricta. Las sustancias que no están legalmente obligadas a llevar la etiqueta «veneno» también pueden causar una condición médica de envenenamiento.
Todos los seres vivos producen sustancias para protegerse de ser comidos, por lo que el término «veneno» suele utilizarse solo para las sustancias que son venenosas para los seres humanos, mientras que las sustancias que son principalmente venenosas para un patógeno pero beneficiosas para el organismo y los seres humanos se consideran antibióticos. Las bacterias son, por ejemplo, un adversario común para el moho Penicillium chrysogenum y los seres humanos, y como el veneno del moho solo se dirige a las bacterias, los seres humanos pueden utilizarlo para deshacerse de las bacterias en sus cuerpos.
Biológicamente hablando, cualquier sustancia, si se administra en cantidades suficientes, es venenosa y puede causar la muerte. Por ejemplo, varios kilogramos de agua constituirían una dosis letal. Muchas sustancias utilizadas como medicamentos, como el fentanilo, tienen una DL50 solo un orden de magnitud mayor que la ED50. Una clasificación alternativa distingue entre las sustancias letales que tienen un valor terapéutico y las que no lo tienen.

## Envenenamiento
El envenenamiento o emponzoñamiento puede ser agudo o crónico, y causado por una variedad de sustancias naturales o sintéticas. Las sustancias que destruyen el tejido, pero no lo absorben, como la lejía, se clasifican como corrosivas en lugar de venenos.

### Agudo
El envenenamiento agudo consiste en la exposición a una ponzoña durante un período corto de tiempo. Los síntomas se desarrollan en estrecha relación con la exposición. La absorción de un veneno es necesaria para el envenenamiento sistémico. La intoxicación puede ser causada por el consumo excesivo de sustancias generalmente seguras, como en el caso de la intoxicación por agua.
Los agentes que actúan sobre el sistema nervioso pueden paralizarse en segundos o menos, e incluyen tanto neurotoxinas de origen biológico como los llamados gases nerviosos, que pueden ser sintetizados para la guerra o la industria.
La mayoría de los biocidas, incluidos los plaguicidas, se crean para que actúen como venenos agudos para los organismos objetivo, aunque también puede producirse un envenenamiento agudo o crónico menos observable en los organismos no objetivo (envenenamiento secundario).

### Crónico
El envenenamiento crónico es una exposición repetida o continua a un tósigo a largo plazo en la que los síntomas no se presentan inmediatamente o después de cada exposición. La persona se enferma gradualmente o se enferma después de un largo período latente. El envenenamiento crónico ocurre más comúnmente después de la exposición a venenos que se bioacumulan o se biomagnifican, como el mercurio, el gadolinio y el plomo.

## Gestión
- El tratamiento inicial de todas las intoxicaciones incluye asegurar una función cardiopulmonar adecuada y proporcionar tratamiento para cualquier síntoma como convulsiones, choque y dolor.
- Los envenenamientos inyectados (por ejemplo, por la picadura de animales) pueden tratarse atando la parte del cuerpo afectada con un vendaje de presión y colocando la parte del cuerpo afectada en agua caliente (con una temperatura de 50 °C). La venda de presión impide que la ponzoña sea bombeada por todo el cuerpo, y el agua caliente la descompone. Este tratamiento, sin embargo, solo funciona con venenos compuestos por moléculas de proteína.[9]
- En la mayoría de las intoxicaciones, el pilar de la gestión es proporcionar cuidados de apoyo al paciente, es decir, tratar los síntomas en lugar del veneno.

### Descontaminación
- El tratamiento de un veneno recientemente ingerido puede implicar la descontaminación gástrica para disminuir la absorción. La descontaminación gástrica puede incluir carbón activado, lavado gástrico, irrigación de todo el intestino o aspiración nasogástrica. Ya no se recomienda el uso rutinario de eméticos (jarabe de Ipecacuana), catárticos o laxantes
- El carbón activado es el tratamiento de elección para evitar la absorción del veneno. Normalmente se administra cuando el paciente está en la sala de emergencias o por un proveedor de atención médica de emergencia capacitado, como un paramédico o un técnico en emergencias médicas. Sin embargo, el carbón es ineficaz contra metales como el sodio, el potasio y el litio, y los alcoholes y glicoles; tampoco se recomienda para la ingestión de sustancias químicas corrosivas como los ácidos y los álcalis.[10]
- Se postuló que los catárticos disminuyen la absorción al aumentar la expulsión del veneno del tracto gastrointestinal. Hay dos tipos de catárticos utilizados en los pacientes emponzoñados; catárticos salinos (sulfato de sodio, citrato de magnesio, sulfato de magnesio) y catárticos sacáridos (sorbitol). No parecen mejorar el resultado de los pacientes y ya no se recomiendan.[11]
- La emesis (es decir, inducida por la ipecacuana) ya no se recomienda en situaciones de envenenamiento, porque el vómito es ineficaz para eliminar los venenos.[12] Además, puede producir daños colaterales a nivel del esófago y la mucosa oral.
- El lavado gástrico, comúnmente conocido como lavado estomacal, consiste en la inserción de un tubo en el estómago, seguido de la administración de agua o solución salina por el tubo. El líquido es entonces removido junto con el contenido del estómago. El lavado se ha utilizado durante muchos años como un tratamiento común para los pacientes envenenados. Sin embargo, una revisión reciente del procedimiento en los envenenamientos no sugiere ningún beneficio.[13] Todavía se utiliza a veces si se puede realizar dentro de la primera hora de la ingestión y la exposición es potencialmente mortal.
- La aspiración nasogástrica implica la colocación de un tubo a través de la nariz hasta el estómago, el contenido del estómago se extrae por succión. Este procedimiento se utiliza principalmente para ingerir líquidos cuando el carbón activado no es efectivo, por ejemplo, envenenamiento por etilenglicol.
- La irrigación del intestino entero limpia el intestino. Esto se logra dando al paciente grandes cantidades de una solución de polietilenglicol. La solución de polietilenglicol osmóticamente equilibrada no es absorbida por el cuerpo, teniendo el efecto de limpiar todo el tracto gastrointestinal. Sus usos principales son para tratar la ingestión de drogas de liberación sostenida, toxinas no absorbidas por el carbón activado (por ejemplo, litio, hierro), y para la eliminación de paquetes de drogas ingeridas (embalaje corporal / contrabando).[14]

### Aumento de la excreción
- En algunas situaciones, la eliminación del tósigo puede mejorarse mediante diuresis, hemodiálisis, hemoperfusión, medicina hiperbárica, diálisis peritoneal, exanguinotransfusión o quelación. Sin embargo, esto puede empeorar la intoxicación en algunos casos, por lo que siempre se debe verificar basándose en las sustancias involucradas.

## Epidemiologia
En 2010, los envenenamientos provocaron cerca de 180.000 muertes, en comparación con las 200.000 de 1990. Hubo aproximadamente 727.500 visitas a la sala de emergencias en los Estados Unidos que implicaron envenenamientos, el 3,3% de todos los encuentros relacionados con lesiones.

## Aplicaciones
Los compuestos ponzoñosos pueden ser útiles ya sea por su toxicidad o, más a menudo, por otra propiedad química, como la reactividad química específica. Los venenos se utilizan ampliamente en la industria y la agricultura, como reactivos químicos, disolventes o reactivos complejantes, por ejemplo, el monóxido de carbono, el metanol y el cianuro de sodio, respectivamente. Son menos comunes en el uso doméstico, con excepciones ocasionales como el amoníaco y el metanol.. Para este uso se producen anualmente millones de toneladas. Sin embargo, la misma reactividad lo hace también altamente reactivo a las proteínas del tejido humano y por lo tanto altamente tóxico. De hecho, el fosgeno ha sido utilizado como arma química. Se puede contrastar con el gas mostaza, que solo se ha producido para usos de armas químicas, ya que no tiene un uso industrial particular. Los plaguicidas son un grupo de sustancias cuya toxicidad para diversos insectos y otros animales considerados plagas (por ejemplo, ratas y cucarachas) es su principal objetivo. Los plaguicidas naturales se han utilizado con este fin desde hace miles de años (por ejemplo, la sal de mesa concentrada es tóxica para muchas babosas). La bioacumulación de los insecticidas agrícolas preparados químicamente es motivo de preocupación para las numerosas especies, especialmente las aves, que consumen insectos como fuente primaria de alimentos. La toxicidad selectiva, la aplicación controlada y la biodegradación controlada son retos importantes en el desarrollo de herbicidas y plaguicidas y en la ingeniería química en general, ya que todas las formas de vida en la Tierra comparten una bioquímica subyacente; los organismos excepcionales por su resistencia ambiental se clasifican como extremófilos, que en su mayoría presentan susceptibilidades radicalmente diferentes. Los biocidas no tienen por qué ser venenosos para los seres humanos, ya que pueden atacar vías metabólicas ausentes en los seres humanos, dejando solo una toxicidad incidental. Por ejemplo, el herbicida ácido 2,4-diclorofenoxiacético es un imitador de la hormona de crecimiento de las plantas, que causa un crecimiento incontrolable que conduce a la muerte de la planta. Los seres humanos y los animales, que carecen de esta hormona y de su receptor, no se ven afectados por ello, y necesitan ingerir dosis relativamente grandes antes de que aparezca cualquier toxicidad. Sin embargo, la toxicidad para los humanos es difícil de evitar con los pesticidas dirigidos a los mamíferos, como los rodenticidas.
El riesgo de toxicidad también es distinto de la toxicidad misma. Por ejemplo, el conservante tiomersal utilizado en las vacunas es tóxico, pero la cantidad administrada en una sola dosis es insignificante.

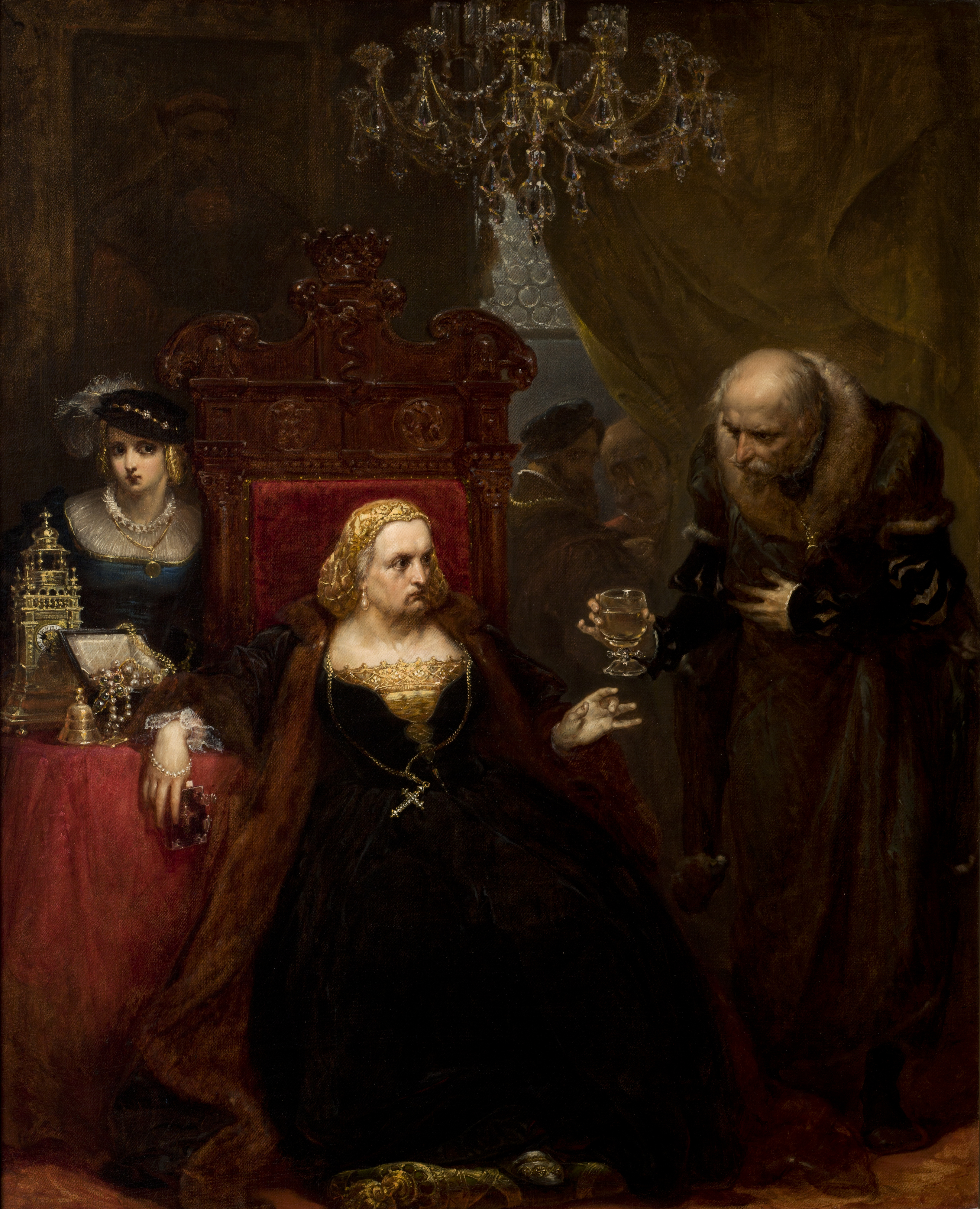
Envenenamiento de la reina Bona de Jan Matejko.

## Historia
A lo largo de la historia de la humanidad, la aplicación intencional de veneno se ha utilizado como método de asesinato, control de plagas, suicidio y ejecución. Como método de ejecución, la ponzoña se ha ingerido, como hacían los antiguos atenienses (Sócrates), inhalado, como con el monóxido de carbono o el cianuro de hidrógeno (cámara de gas), o inyectado (inyección letal). El veneno también se empleó en la guerra con pólvora. Por ejemplo, el texto chino del siglo XIV del Huolongjing escrito por JiaoYu describía el uso de una mezcla de pólvora venenosa para llenar bombas de granadas de hierro fundido.

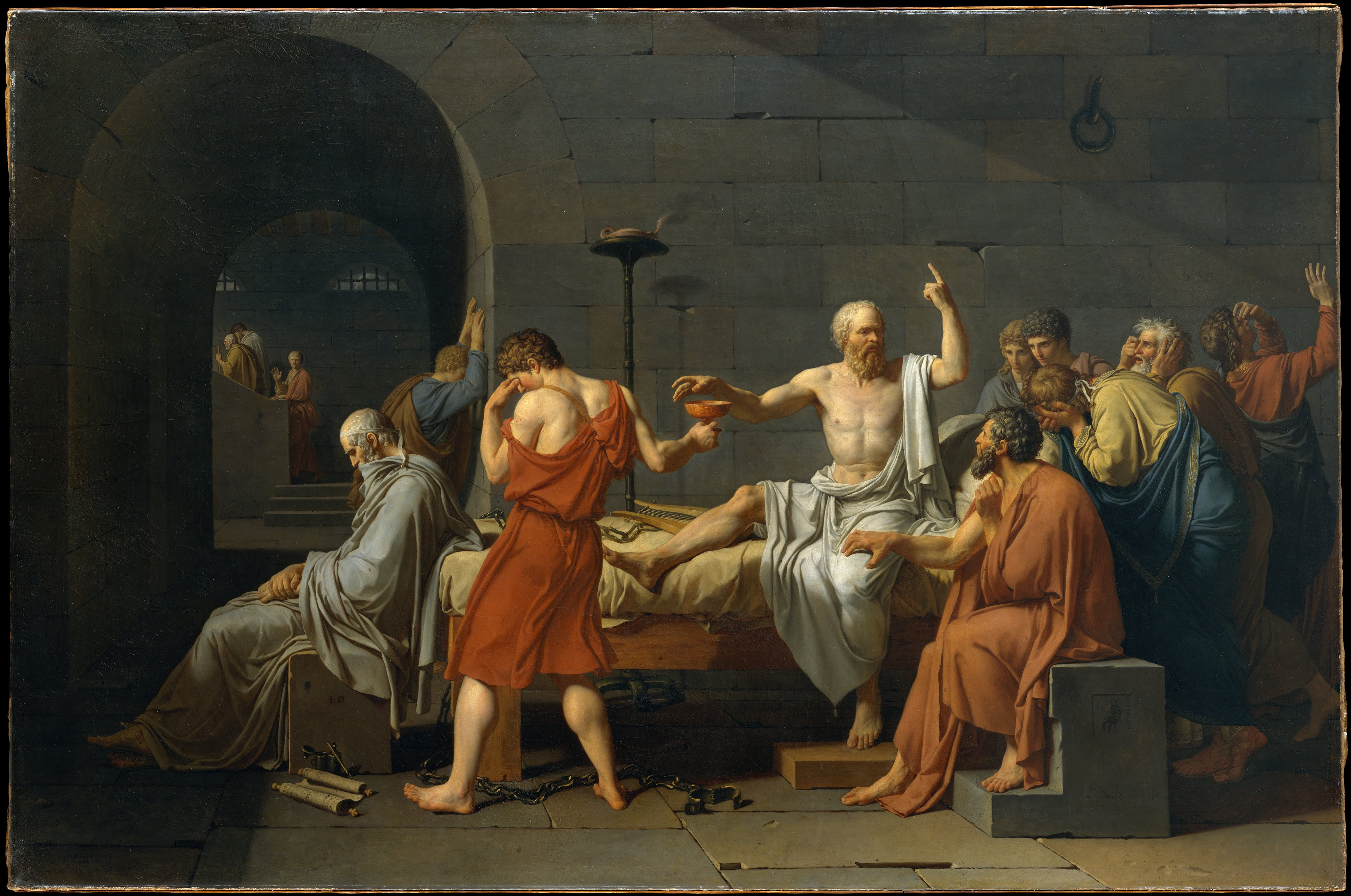
Muerte por envenenamiento como condena a muerte del famoso filósofo clásico griego Sócrates.

Mientras que el arsénico es un veneno ambiental natural, su concentrado artificial fue una vez apodado polvo de herencia. En la Europa medieval, era común que los monarcas emplearan catadores personales de alimentos para frustrar el asesinato real, en los albores de la era de los boticarios.

## Evolución
El uso de veneno en una amplia variedad de taxones es un ejemplo de evolución convergente. Es difícil concluir exactamente cómo este rasgo llegó a estar tan intensamente extendido y diversificado. Las familias multigénicas que codifican las toxinas de los animales venenosos se seleccionan activamente, creando toxinas más diversas con funciones específicas. Los venenos se adaptan a su entorno y a sus víctimas y, en consecuencia, evolucionan para volverse lo más eficientes posible en la presa particular de un depredador (particularmente los canales iónicos precisos dentro de la presa). En consecuencia, los venenos se especializan en la dieta estándar de un animal.

## Mecanismos
Los venenos provocan sus efectos biológicos a través de las toxinas que contienen; algunas ponzoñas son mezclas complejas de toxinas de diferentes tipos. Entre las clases principales de toxinas en los venenos se encuentran:
- Necrotoxinas, que causan necrosis (es decir, muerte) en las células que encuentran.[21] El veneno de la mayoría de las especies de víboras contiene fosfolipasa y serina proteasas similares a la tripsina.
- Neurotoxinas, que afectan principalmente al sistema nervioso de los animales.[22] Estos incluyen toxinas del canal iónico que interrumpen la conductancia del canal iónico. Los venenos de la araña viuda negra, la medusa de caja y el pulpo de anillos azules (entre muchos otros) funcionan de esta manera.
- Miotoxinas, que dañan los músculos al unirse a un receptor, son péptidos pequeños y básicos que se encuentran en el veneno de serpientes (como la cascabel) y lagarto.[23]
- Citotoxinas, que matan las células individuales, se encuentran en la apitoxina de las abejas melíferas y en el veneno de las arañas viudas negras.[24]

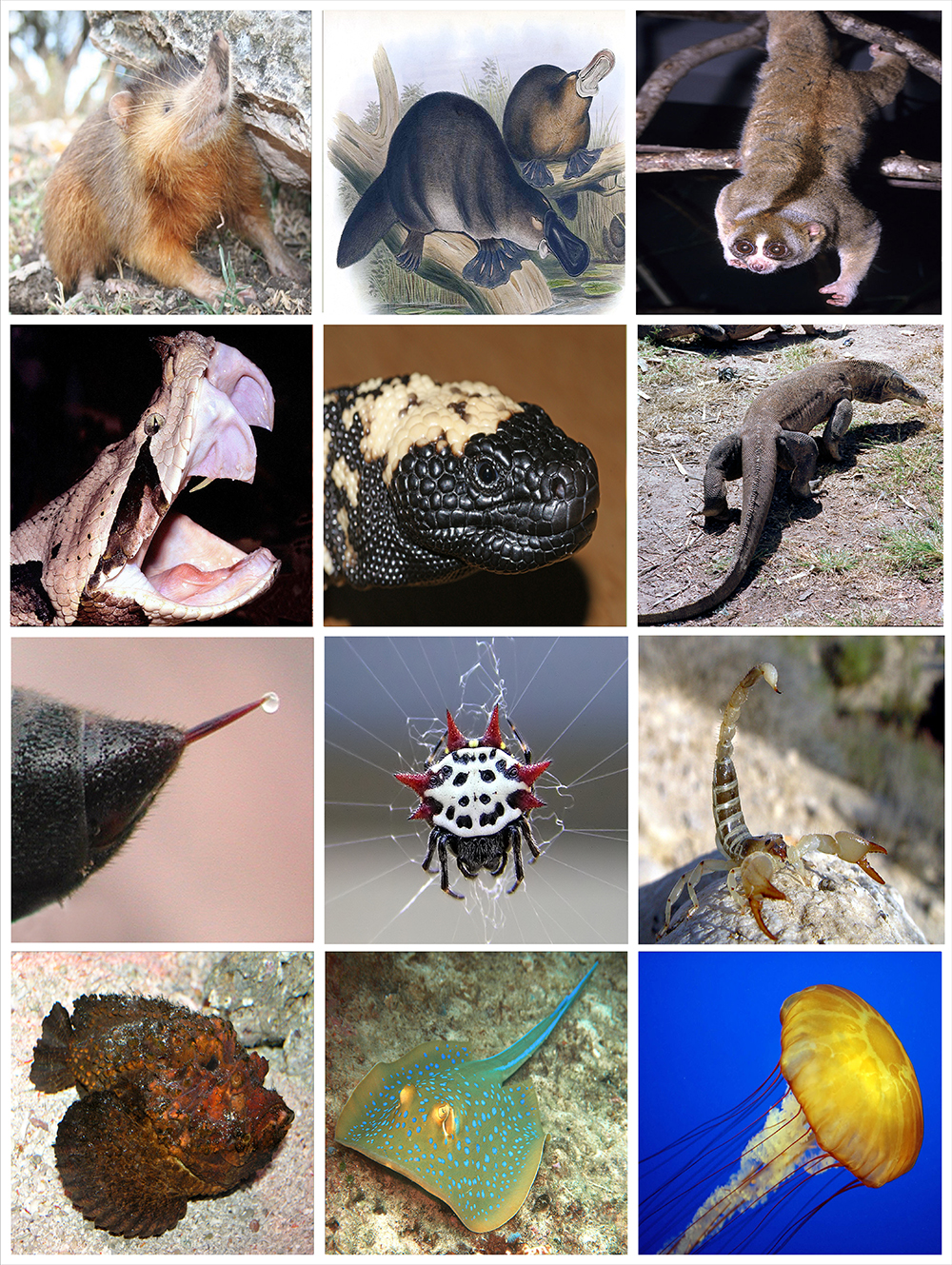
Animales venenosos

## Origen
Los venenos pueden tener un origen:
- Mineral: Como el arsénico, el mercurio.
- Vegetal: Como algunas «plantas ponzoñosas». La mayoría de las plantas medicinales contienen sustancias tóxicas que son venenos a determinadas concentraciones, como por ejemplo, la cicuta. También hay plantas que de por sí suelen ser tóxicas a cualquier concentración, caso de la mayor parte de las plantas euforbiáceas.
- Animal: Como el veneno de las serpientes, escorpiones, abejas, y otros. No sólo por mordedura o picadura, algunos animales también pueden ser venenosos al tacto (como ciertas especies de anfibios de colores vivos de las selvas tropicales de América) o si un depredador intenta comérselos.
- Artificial: Como muchas de las sustancias sintetizadas por los humanos en la industria.

## Resistencia al veneno

### Adaptaciones coevolucionarias
- El veneno es utilizado como arma trófica por múltiples especies de depredadores. La coevolución entre depredadores y presas es una fuerza impulsora de la resistencia al tósigo, que ha evolucionado varias veces en todo el reino animal. Las interacciones repetidas entre dos especies pueden generar coevolución. La coevolución entre depredadores venenosos y presas resistentes al veneno se describe mejor como una carrera de armas químicas. Se espera que las parejas de depredadores y presas se asocien entre sí durante períodos de tiempo estables. El veneno es utilizado como arma química por especies depredadoras. A medida que el depredador aprovecha a los individuos susceptibles, los sobrevivientes se limitan a aquellos que pueden evadir la depredación. Los fenotipos de resistencia generalmente aumentan con el tiempo a medida que el depredador se vuelve cada vez más incapaz de someter a las presas que han desarrollado este nuevo fenotipo de resistencia.[25]
- El costo de desarrollar una resistencia al veneno es alto, para depredadores y presas.[26] Desarrollar una resistencia fisiológica completa es extremadamente costoso, sin embargo, maximiza las posibilidades de supervivencia de las especies presa y permite que las especies depredadoras se expandan hacia nichos tróficos subutilizados. Si es posible que un animal evite la depredación mediante algo menos costoso como una modificación de comportamiento, el desarrollo de una modificación fisiológica se vuelve innecesario.

### Animales resistentes al veneno

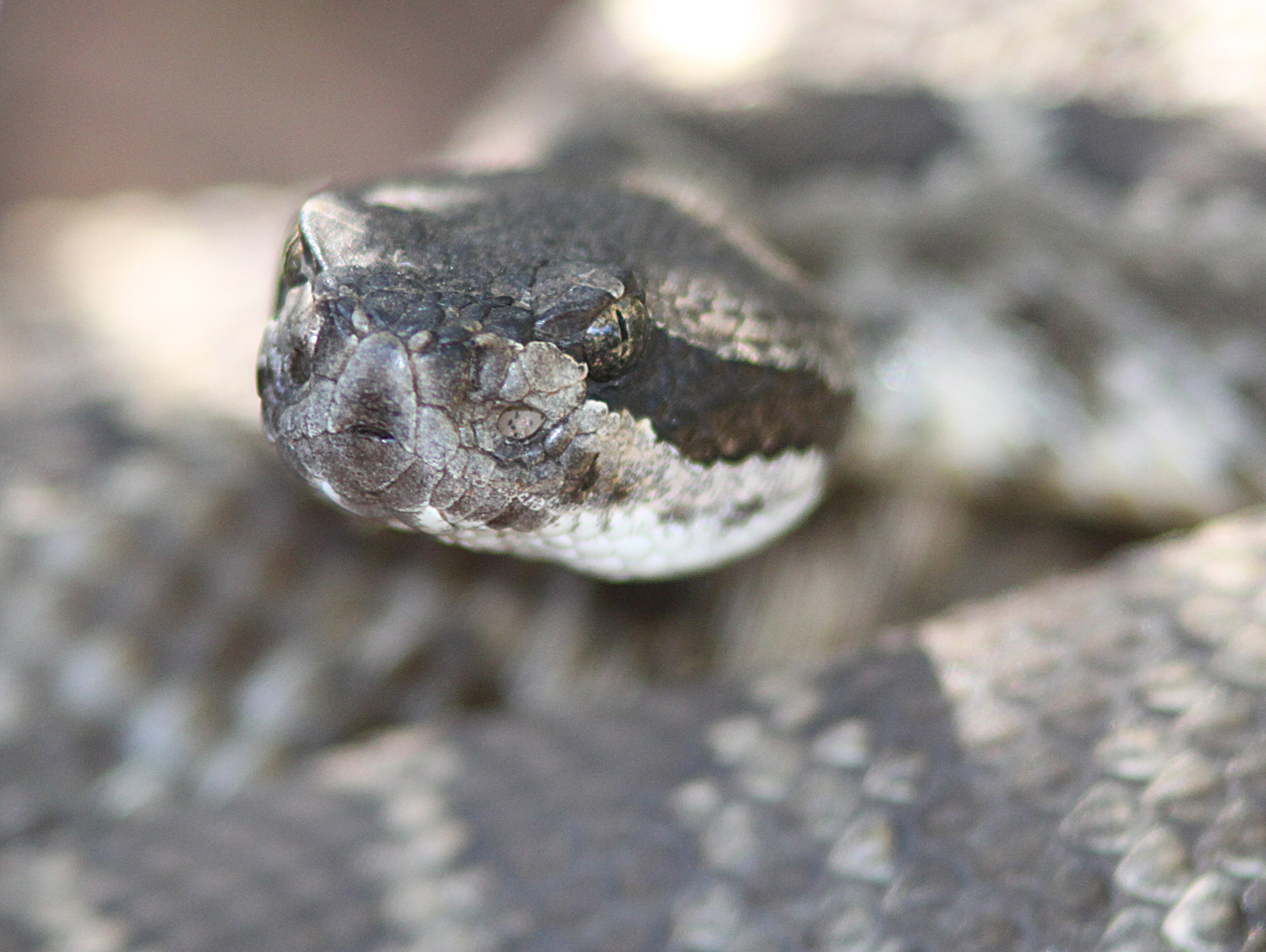
Serpiente de cascabel del Pacífico norte (Crotalis viridis oraganus)

#### Ardilla de tierra de California y serpiente de cascabel del Pacífico norte
Uno de los casos de resistencia al veneno más investigados es la ardilla de tierra de California, que es resistente a la ponzoña de la serpiente de cascabel del Pacífico norte. Las interacciones repetidas fomentaron el desarrollo de una defensa contra el veneno de serpiente en las ardillas terrestres de California. Utilizan la captación de toxinas para negar los efectos de las toxinas hemolíticas de sus depredadores de serpientes de cascabel, lo que demuestra una resistencia fisiológica al veneno de serpientes de cascabel. La resistencia en estas ardillas terrestres depende de la población. En áreas donde las poblaciones de serpientes de cascabel son muy densas, hay un aumento significativo en la resistencia de las ardillas en comparación con las poblaciones donde las serpientes de cascabel son raras. Las serpientes de cascabel demostraron adaptaciones locales en la efectividad de su veneno para vencer a las ardillas resistentes al veneno.

#### Anguilas y serpientes marinas
La resistencia de las anguilas al veneno de serpientes marinas es un buen ejemplo de coevolución entre parejas depredador-presa. El veneno de la serpiente marina está compuesto de mezclas complejas de neurotoxinas, miotoxinas, nefrotoxinas y otras sustancias no tóxicas; la composición del veneno de este animal es específica de la especie. La mayor evidencia de esto como caso de coevolución es que las anguilas que son favorecidas por las serpientes marinas como presa tienen tolerancias inusualmente altas a la ponzoña de la serpiente marina. Las anguilas eran más resistentes al veneno de la serpiente marina especialista en anguilas. Los peces que no eran presas mostraron niveles muy bajos de resistencia al veneno de la serpiente marina, lo que favoreció aún más la coevolución.

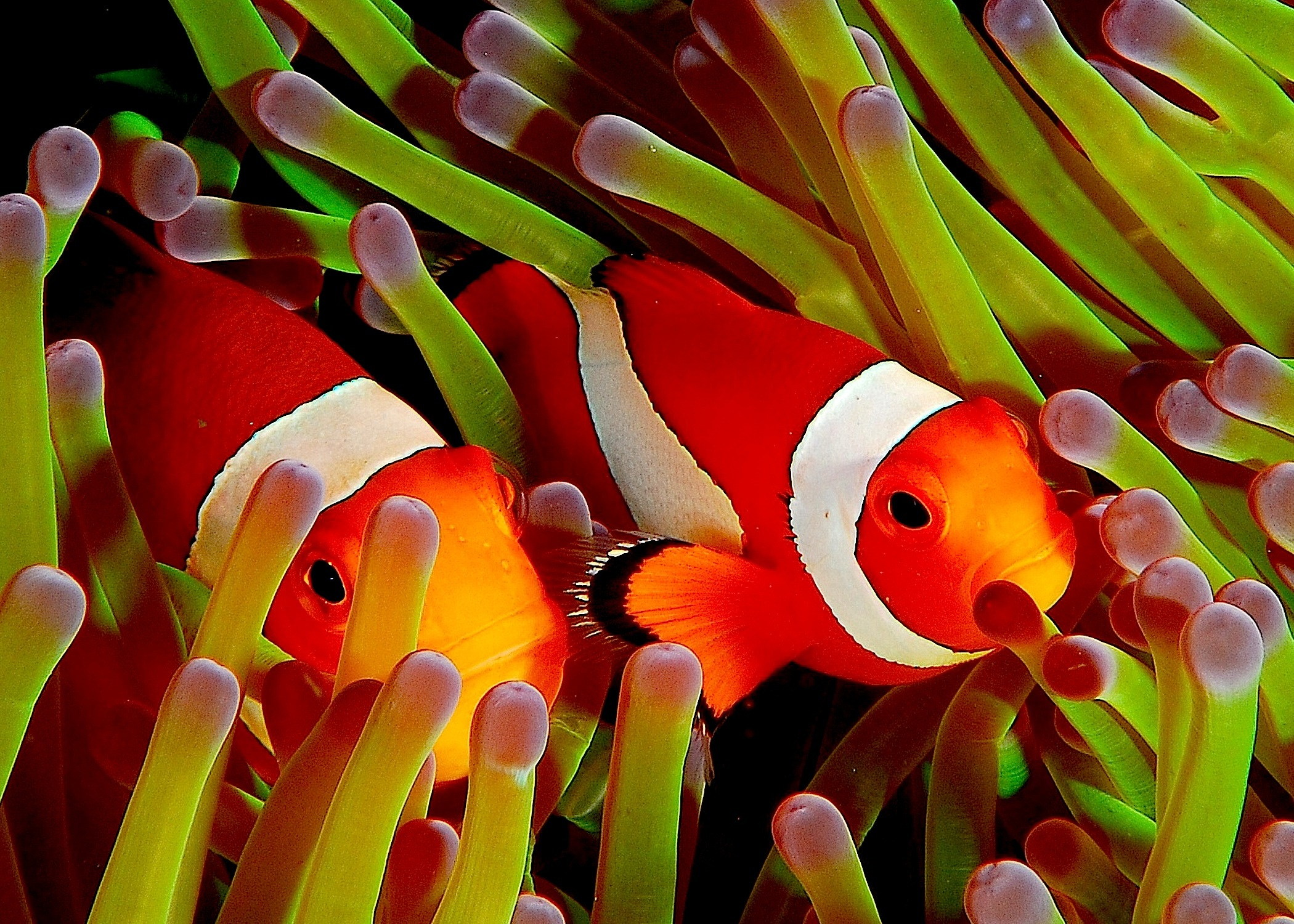
Pez payaso Ocellaris (Amphiprion ocellaris) con anémona huésped

#### Pez payaso y anemona
Los mecanismos genéticos que permiten al pez payaso interactuar con las anémonas de mar aún no están claros. Solo 10 especies conocidas de anémonas albergan peces payaso y solo ciertos pares de anémonas y peces payaso son compatibles entre sí. Todas las anémonas de mar producen venenos que se liberan a través de la descarga de nematocistos y secreciones mucosas. Las toxinas están compuestas por péptidos y proteínas. Se utilizan para la adquisición de presas y para disuadir a los depredadores al causar dolor, pérdida de coordinación muscular y daño tisular. El pez payaso tiene una mucosa protectora que actúa como camuflaje químico o mimetismo macromolecular evitando que la anémona de mar y la descarga de nematocistos «no se autoreconozcan». La anémona de mar percibe al pez como su «yo» muy probablemente por el mismo mecanismo que evita la descarga de nematocistos cuando sus tentáculos entran en contacto entre sí. El pez payaso exhibe una especificidad de hospedador estricta o son generalistas de nichos ambientales y pueden asociarse con una variedad de especies de anémona de mar. Para el pez payaso, la relación con la anémona de mar es obligatoria. En algunos casos, también es una relación obligatoria para la anémona. En todos los casos, la interacción entre los dos es mutuamente beneficiosa. El pez payaso y las anémonas de mar son uno de los casos más convincentes de simbiosis. La relación proporciona protección mutua contra los depredadores y el intercambio de nutrientes.